# カメネツ (ブレスト州)
カメネツ（ベラルーシ語: Каменец）はベラルーシ・ブレスト州の市である。また同州カメネツ地区の行政中心地である。

## 地理
リャスナヤ川に面し、州都ブレストから北に40kmの位置にある。

## 歴史
カメネツは1276年に、ヴォルィーニ公ウラジーミル・ヴァシリコヴィチの命を受けたアレクサによって設計・建設された。14世紀にリトアニア大公国領、1795年に帝政ロシア領となった。
1795年から1940年にかけてはカメネツ・ポドリスキー（ウクライナ語転写：カームヤネツィ＝ポジーリシクィイ。ポドリエ / ポジーリャのカメネツの意）と区別するために、カメネツ・リトフスキー（リトアニアのカメネツの意）が正式名称となっていた。

## 人口
2013年：8425人、2016年：8405人。